# Inemuri

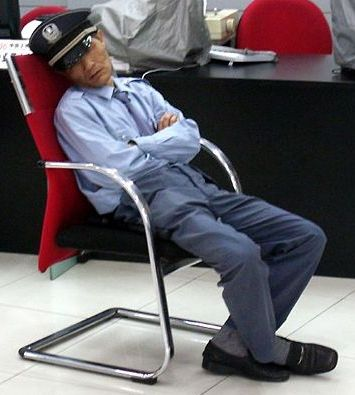
Inemuri, Wachmann einer Bank

Inemuri (jap. 居眠り „anwesend sein und schlafen“) ist die in Japan übliche öffentliche Form des Nickerchens. So ist es in Japan nicht unüblich, während einer Konferenz, einer Pause oder in der Bahn zu „schlafen“. Diese Art von Schlaf ist jedoch so flach, dass man die Umgebung noch soweit wahrnimmt, um beispielsweise an der richtigen Haltestelle auszusteigen.
Das Wort Inemuri setzt sich zusammen aus i[ru] (居[る] „anwesend sein“) und nemuri (眠り „Schlaf“).